# Abietano
L'abietano è un diterpene che costituisce la base strutturale per una varietà di sostanze organiche naturali come l'acido abietico, l'acido carnosico e il ferruginolo che sono noti come abietani o diterpeni abietanici.